# Primera División 1907 (Uruguay)
Het seizoen 1907 van de Primera División was het zevende seizoen van de hoogste Uruguayaanse voetbalcompetitie, georganiseerd door de Liga Uruguaya de Football. De Primera División was een amateurcompetitie, pas vanaf 1932 werd het een professionele competitie.

## Teams
Er namen zeven ploegen deel aan de Primera División tijdens het seizoen 1907. De zes ploegen die vorig seizoen meededen namen dit seizoen ook deel. Nieuw was River Plate FC dat promoveerde als kampioen van de Segunda División. SC Teutonia heette vanaf dit seizoen CA Montevideo. Het reserveteam van Club Nacional de Football gaf de eerste drie wedstrijden forfait en werd vervolgens uit de competitie gezet. Daardoor had de competitie in feite slechts zes deelnemende ploegen.
| Club                                 | Stad       | Stadion                | Vorig seizoen |
| ------------------------------------ | ---------- | ---------------------- | ------------- |
| Central Uruguay Railway Cricket Club | Montevideo | Field de Villa Peñarol | 2e            |
| Intrépido FC                         | Montevideo | Onbekend               | 5e            |
| CA Montevideo                        | Montevideo | Gran Parque Central    | 4e            |
| Montevideo Wanderers FC              | Montevideo | Camino Millán          | 1e            |
| Club Nacional de Football            | Montevideo | Gran Parque Central    | 3e            |
| Club Nacional de Football B          | Montevideo | Gran Parque Central    | 6e            |
| River Plate FC                       | Montevideo | Parque Lugano          | 1e (2ª)       |

## Competitie-opzet
Alle deelnemende clubs speelden tweemaal tegen elkaar (thuis en uit). De ploeg met de meeste punten werd kampioen.
Het B-team van Club Nacional de Football werd uit de competitie gezet nadat ze de eerste drie duels forfait gaven. Hierdoor werd de competitie in de praktijk door zes clubs gespeeld. C.U.R.C.C. eindigde het seizoen ongeslagen en behaalde hun vierde landstitel. Uittredend kampioen Montevideo Wanderers FC verloor één wedstrijd, maar eindigde toch vier punten achter C.U.R.C.C. omdat ze de helft van hun wedstrijden gelijkspeelden. Wel zette Montevideo Wanderers een record neer door tegen Intrépido FC met 12–1 te winnen; de grootste overwinning in de Primera División tot dan toe. Promovendus River Plate FC eindigde op de derde plaats. Club Nacional de Football en CA Montevideo speelden slechts negen wedstrijden; hun tweede onderlinge duel speelden de clubs niet meer.
Behalve de landstitel won C.U.R.C.C. dit seizoen ook beide officiële Copas de la Liga. Het was voor het eerst dat één club een dergelijke treble wist te behalen.

### Kwalificatie voor internationale toernooien
Sinds 1900 werd de Copa de Competencia Chevallier Boutell (ook wel bekend als de Tie Cup) gespeeld tussen Uruguayaanse en Argentijnse clubs. De winnaar van de Copa Competencia kwalificeerde zich als Uruguayaanse deelnemer voor dit toernooi. Sinds 1905 werd om een tweede Rioplatensische beker gespeeld, de Copa de Honor Cousenier. De winnaar van de Copa de Honor plaatste zich namens Uruguay voor dit toernooi. De Copa Competencia en Copa de Honor waren allebei een officiële Copa de la Liga, maar maakten geen deel uit van de Primera División.

### Eindstand
|     | Club                      | Sp. | W | G | V | Pnt. | DV | DT | DS  |
| --- | ------------------------- | --- | - | - | - | ---- | -- | -- | --- |
| 01. | C.U.R.C.C.                | 10  | 7 | 3 | 0 | 17   | 29 | 8  | +21 |
| 2.  | Montevideo Wanderers FC   | 10  | 4 | 5 | 1 | 13   | 25 | 5  | +20 |
| 3.  | River Plate FC            | 10  | 5 | 2 | 3 | 12   | 13 | 10 | +3  |
| 4.  | Club Nacional de Football | 9   | 3 | 4 | 2 | 10   | 21 | 7  | +14 |
| 5.  | CA Montevideo             | 9   | 1 | 2 | 6 | 4    | 5  | 24 | –19 |
| 6.  | Intrépido FC              | 10  | 1 | 0 | 9 | 2    | 5  | 44 | –39 |

### Legenda
| Kleur                                                | Kwalificatie voor                       |
| ---------------------------------------------------- | --------------------------------------- |
|                                                      | Tie Cup 1907 (winnaar Copa Competencia) |
| Copa de Honor Cousenier 1907 (winnaar Copa de Honor) |                                         |

| Winnaar Primera División 1907 |
| ----------------------------- |
| C.U.R.C.C. 4e titel           |

#### Topscorer
José Zuazú van Nacional werd topscorer met zes doelpunten.
| №  | Speler     | Club(s)                   | Goals |
| -- | ---------- | ------------------------- | ----- |
| 1. | José Zuazú | Club Nacional de Football | 6     |

1900 · 1901 · 1902 · 1903 · 1904 · 1905 · 1906 · 1907 · 1908 · 1909 · 1910 · 1911 · 1912 · 1913 · 1914 · 1915 · 1916 · 1917 · 1918 · 1919 · 1920 · 1921 · 1922 · 1923 · 1924 · 1925 · 1926 · 1927 · 1928 · 1929 · 1930 · 1931 · 1932 · 1933 · 1934 · 1935 · 1936 · 1937 · 1938 · 1939 · 1940 · 1941 · 1942 · 1943 · 1944 · 1945 · 1946 · 1947 · 1948 · 1949 · 1950 · 1951 · 1952 · 1953 · 1954 · 1955 · 1956 · 1957 · 1958 · 1959 · 1960 · 1961 · 1962 · 1963 · 1964 · 1965 · 1966 · 1967 · 1968 · 1969 · 1970 · 1971 · 1972 · 1973 · 1974 · 1975 · 1976 · 1977 · 1978 · 1979 · 1980 · 1981 · 1982 · 1983 · 1984 · 1985 · 1986 · 1987 · 1988 · 1989 · 1990 · 1991 · 1992 · 1993 · 1994 · 1995 · 1996 · 1997 · 1998 · 1999 · 2000 · 2001 · 2002 · 2003 ·  2004 · 2005 · 2005/06 · 2006/07 · 2007/08 · 2008/09 · 2009/10 · 2010/11 ·  2011/12 · 2012/13 · 2013/14 · 2014/15 · 2015/16 · 2016 · 2017 · 2018 · 2019 · 2020 · 2021 · 2022 · 2023